# Bowdoinham
Bowdoinham – miasto w Stanach Zjednoczonych, w stanie Maine, w hrabstwie Sagadahoc.